# Casa di Alboino
La casa di Alboino è un palazzo di Pavia, in Lombardia.

## Storia e descrizione
L’edificio è anche conosciuto come “Casa di Alboino” perché secondo la tradizione popolare fu residenza del re, tuttavia il palazzo non è così antico e non ospitò mai sovrani, dato che il palazzo Reale dei re longobardi, carolingi e ottoniani si trovava in un diverso punto della città. Verosimilmente la leggenda deriva dalla vicinanza del palazzo con l’antica porta San Giovanni, dalla quale, secondo il racconto di Paolo Diacono, Alboino entrò a Pavia quando la città si arrese ai longobardi. L’edificio sorse intorno al XII secolo e subì rimaneggiamenti e interventi edilizi nel XIV secolo e, più tardi, in età moderna. Originariamente doveva assomigliare a un piccolo castello, dato che presentava una pianta rettangolare ed era dotato negli angoli di torri, di cui si è conservata (seppur abbassata) quella tra la facciata rivolta a sud (affacciata su via Scarpa) e il prospetto ovest (lungo via Alboino). Almeno dal XV secolo il palazzo era proprietà della famiglia aristocratica pavese dei Beccaria (che nel Trecento dominò a lungo in città). La facciata lungo via Scarpa conserva vasti tratti di muratura riconducibile al XII secolo, che si caratterizzano per l’ampio uso di ciottoli fluviali abbinati a mattoni posati “a spina di pesce”. Verisimilmente coeve sono anche alcune monofore (ora tamponate) che si aprono sul prospetto, mentre le attuali aperture rettangolari sono frutto di interventi di età moderna. La facciata lungo via Alboino conserva un’elegante bifora trecentesca e tracce di canne murarie estradossate e pensili (si conservano tratti della gradonatura laterizia della base) che originariamente fungevano da canne fumarie e che furono aggiunte, probabilmente, nel corso del XV secolo.